# Dialypetalum compactum
Dialypetalum compactum là loài thực vật có hoa trong họ Hoa chuông. Loài này được Zahlbr. mô tả khoa học đầu tiên năm 1907.